# Emmanuelle Haïm

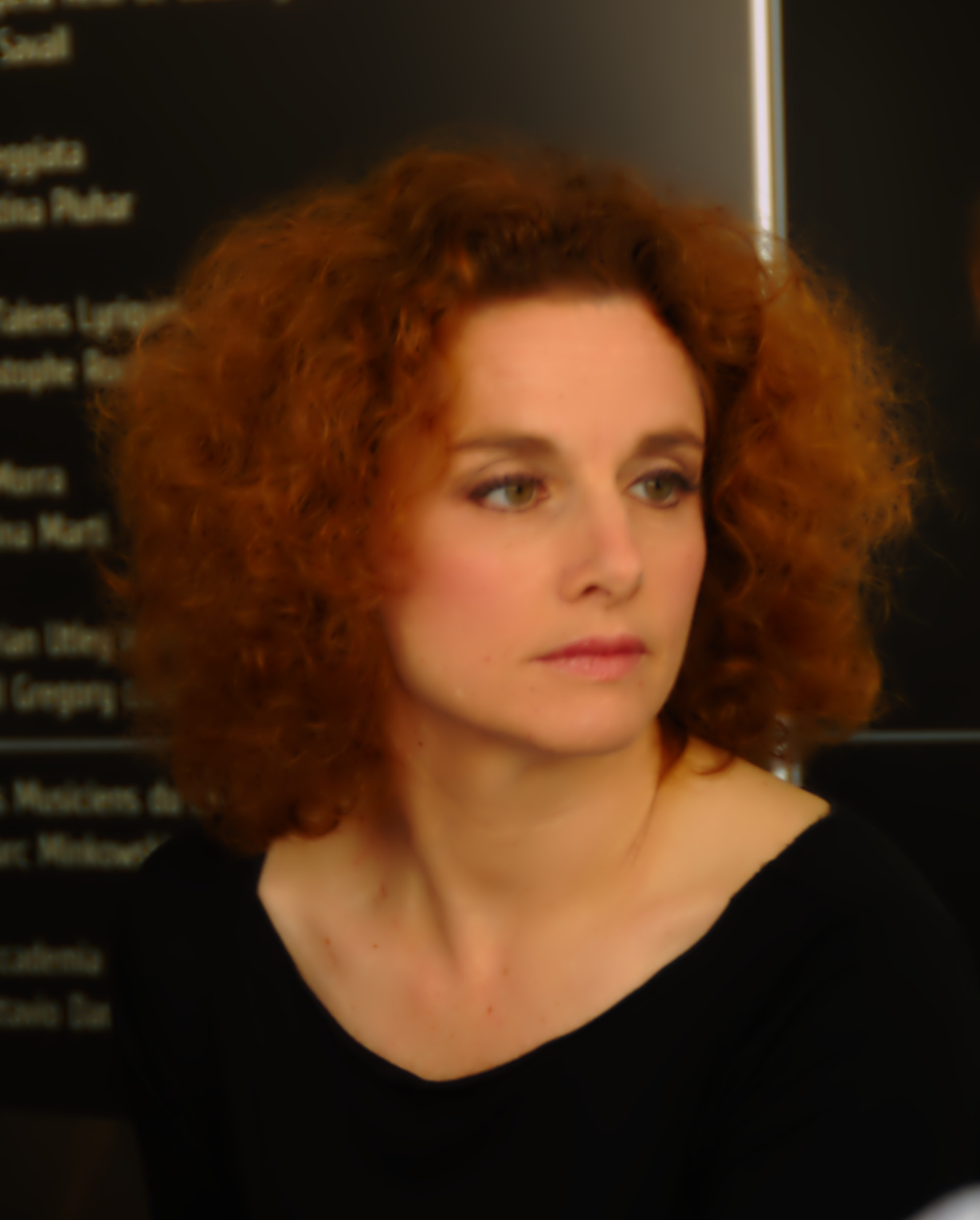
Emmanuelle Haïm

Emmanuelle Haïm (Parijs, 11 mei 1962) is een Franse pianiste, klaveciniste en dirigente van Oude Muziek en barokmuziek. In 2000 richtte zij Le Concert d’Astrée op, een barokensemble van zangers en instrumentalisten dat sindsdien onder haar muzikale leiding staat.

## Opleiding
Haïm kreeg haar eerste pianolessen van haar tante en vervolgens van de Franse pianiste Yvonne Lefébure. Daarna ging ze naar het Conservatorium van Parijs, waar ze lessen volgde in harmonie, contrapunt, fuga en muziekanalyse. Ze studeerde er ook klavecimbel bij de Canadese klavecimbelspeler Kenneth Gilbert. 

Daarna volgde ze een opleiding vocale muziekdirectie aan hetzelfde Conservatorium en aan het Centrum voor Barokmuziek in Versailles (Centre de Musique Baroque de Versailles).

## Werk
Haïm begon haar professionele carrière in de jaren 90 als continuospeelster en assistente in het Franse barokensemble Les Arts Florissants bij de Amerikaanse dirigent William Christie. Ze werkte ook in het ensemble van dirigent Christophe Rousset. In 2000 vormde ze haar eigen barokensemble Le Concert d’Astrée. 
Ze verwierf bredere bekendheid als dirigente toen ze werd uitgenodigd Rodelinda van Händel te dirigeren met de Glyndebourne Touring Opera. Daarna dirigeerde ze vele andere producties op verschillende internationale scènes, zoals de Johannes-Passion in het Théâtre du Châtelet (2006) en Giulio Cesare van Händel in Glyndebourne (2006). In 2007 was ze de eerste vrouw die dirigeerde in de Lyric Opera of Chicago. Sinds 2004 resideert haar ensemble in de Opéra de Lille. Daar dirigeert ze werken van barokcomponisten zoals Händel, Monteverdi, Pergolesi en Mozart.
Ze dirigeerde ook met veel succes de Berliner Philharmoniker met werken van Händel en Rameau. In mei 2020 debuteerde ze als gastdirigent bij het Koninklijk Concertgebouworkest.

## Onderscheidingen
- 2003. Haïm wint de Franse Victoires de la musique classique 2003 met het Concert d’Astrée als beste ensemble van het jaar.[1]
- 2008. De BBC Music Magazine Awards Opera, voor de cd-opname van Händels Il Trionfo Del Tempo E Del Disinganno.[2]

## Discografie

### met Le Concert d’Astrée
- Händel, Arcadian Duets, Virgin, 2002.
- Händel, Aci, Galatea e Polifemo, Virgin, 2003.
- Purcell, Dido and Aeneas, Virgin, 2003.
- Monteverdi, L’Orfeo, Virgin, 2004.
- Händel, Il Delirio amoroso, Virgin, 2005.
- Monteverdi, Il Combattimento di Tancredi e Clorinda, Virgin, 2006.
- Händel, Il Trionfo del tempo e del disinganno, Virgin, 2007.
- The story of a castrato, Virgin.
- Johann Sebastian Bach, Magnificat en Händel, Dixit Dominus, Virgin.
- Lamenti,Virgin, 2008.